# Apache Social Network Suriname
Stichting Apache Social Network Suriname is een organisatie die het doel heeft om inheemse Surinamers, ongeacht uit welk volk, op een hoger niveau te tillen. Ze produceert een radio- en televisieprogramma via de landelijke omroepen en verspreidt informatie via het internet.

## Oprichting
Apache werd op 26 oktober 2018 opgericht om informatie vanuit alle Surinaamse inheemse volken naar buiten te brengen. Naar de buitenwereld zodat "men weet wie de inheemsen zijn en wat ze allemaal kunnen" en onder elkaar zodat "zij kunnen weten wie ze zijn en wat ze allemaal uit zichzelf kunnen halen," aldus voorzitter Raoul Swedo. Het doel is om de inheemsen te ontwikkelen en op een hoger niveau te tillen. De naam Apache is in de betekenis van strijder gekozen omdat deze internationaal bekend is en de organisatie er voor alle Surinaamse volken is. In 2021 zijn vijftien vrijwilligers actief bij de stichting.

## Activiteiten

### Radio, televisie en internet
De organisatie communiceert via Facebook en zendt sinds circa 2019 een radioprogramma van twee uur per week uit op SRS. In 2021 werd de start gemaakt met het wekelijkse Apache Actueel via STVS, het dan toe enige inheemse programma op de televisie. Hierin komen thema's aan bod als landbouw, ondernemerschap en sport. In een samenwerking tussen Apache en het Amazon Conservation Team werden medio 2022 jongeren getraind die als omroeper aan de slag gingen bij het online radiostation Tarengo in Kwamalasamoetoe.

### Jongeren
In juli 2021 werd een jongerenafdeling opgericht die zich met hulp van deskundigen richt op het oplossen van problematiek van jongeren. Artiesten en idolen worden betrokken om het zelfbewustzijn te bevorderen. In september 2021 werkte Apache samen met het nummer Ala Liba Luntu van de artiest Tranga Rugie. Medio 2022 sponsorde Apache een van de deelneemsters aan de missverkiezing in Apoera.

### Ondernemerschap
Ondernemerschap is een belangrijk thema: "Ik zou willen zien dat inheemsen hun eigen cassavefabriek opzetten," aldus Swedo, die het liefst zou zien dat inheemsen zich in elke sector in Suriname ontwikkelen.

### Toelichting bevolkingsgroep
Apache staat de media geregeld te woord over onderwerpen die binnen de inheemse gemeenschap spelen. In april 2022 was dit over de traditie van de Arowakken om jongeren de mierenproef te laten doorstaan. Hierbij benadrukte Swedo als voorzitter dat er met respect voor de culturen van de volken naar gekeken moet worden, waardoor meer ruimte ontstaat om hierover een ander beeld te krijgen. In oktober 2023 pleitte hij voor een muzikaal eerbetoon aan de inheemse kawina-artiest Hercus van der Bosch, nadat die op 84-jarige leeftijd was overleden.
In december 2021 vroeg Swedo aandacht voor de vele gewapende incidenten in inheemse gebieden. Hij is voorstander van het aantrekken van meer inheemsen in eenheden van Justitie en Politie omdat zij goed bekend zijn met de omstandigheden in het binnenland.